# Скрипов, Александр Николаевич
Александр Николаевич Скрипов (7 декабря 1905 года), слобода Маныч-Балабинка Багаевского района Ростовской области — 30 ноября 1987) — российский писатель, поэт, переводчик, учитель, краевед.

## Биография
Родился и вырос в семье луганского машиниста-железнодорожника. Детство провёл в хуторе Хомутце, потом учился в станице Мечетинской в высшем начальном училище. В 1919 году добровольцем вступил в ряды Красной Армии.
В 1921 году вступил в комсомол, стал активным организатором комсомольских ячеек, боролся с беспризорностью детей, был секретарем сельсовета, заведующим избой-читальней. После демобилизации стал инструктором районного отдела народного образования, затем перешел на преподавательскую работу.
В 1928 году издал первый поэтический сборник «Зарницы». В 1929 году А. Скрипов был принят в члены Всероссийского общества крестьянских писателей (ВОКП), часто печатался в газетах «Молот», «Большевистская смена», «Советский пахарь», «Колхозная правда» и других.
В период Великой Отечественной войны А. Н. Скрипов в рядах Советской Армии участвовал за освобождение Ростова, Украины, Вены. В это время он писал много стихов, очерков, корреспонденции, которые публиковались на страницах фронтовых газет.
С января 1946 года Александр Николаевич вновь работает учителем истории и директором сельских школ, оканчивает исторический факультет Ростовского-на-Дону пединститута, становится редактором Калмыцкого и Луганского книжных издательств.

## Творчество
Скрипов известен прежде всего переводом «Слова о полку Игореве», впервые опубликованным в 1939 году в альманахе «Литературный Ростов». В дальнейшем Скрипов многократно перерабатывал перевод, выдержавший ещё несколько изданий. Скрипов также автор стихотворного перевода и другого древнейшего памятника русской литературы — «Задонщина», историко-краеведческих очерков «На просторах Дикого поля», литературной обработки калмыцких народных сказок, романа о гражданской войне на Дону, «В степных просторах», повести о Киевской Руси XII века «Рождение песни».

## Награды
Александр Николаевич Скрипов награжден орденом Красной Звезды, серебряной медалью «За трудовую доблесть», медалями «За победу над Германией», «За взятие Вены» и бронзовой медалью ВСХВ, а также Почетными грамотами ЦК ВЛКСМ, Академии педагогических наук, Министерства просвещения РСФСР и другими.

## Произведения
- Школьный музей. — Ростов н/Д:Кн. изд-во, 1953. Соавт. И. И. Бондаренко.

- Слово о полку Игореве: Стихотвор. пер. и послесл. А. Н. Скрипова. — Ростов н/Д:Кн. изд-во, 1957.

- На просторах Дикого поля: Из прошлого. — Ростов н/Д: Изд-во Рост. ун-та, 1960.

- В степных просторах: Роман-хроника. — Киев: Рад. письменник, 1966.

- Перечни и жемчуг. — М.: Малыш, 1972.

- Рождение песни: Ист. повесть. — Краснодар: Кн. изд-во, 1977.

- Красавица Бадма: Калм. нар. сказки; пер. с калм., А. Скрипова. — Элиста: Калм. кн. изд-во, 1974.

- В цвету родная степь: Повесть о детстве. — Ростов н/Д:Кн. изд-во, 1980.

- За землю русскую. — Ростов н/Д: Изд-во Рост. ун-та, 1982.